# Björn Cederberg (kartläsare)
Denna artikel handlar om kartläsaren Björn Cederberg. För andra personer med samma namn, se Björn Cederberg
Björn Cederberg, född 23 juli 1937, är en svensk kartläsare inom rally.
Björn Cederberg läste noter åt förare som Lillebror Nasenius och Per Eklund. Störst framgångar hade han tillsammans med Stig Blomqvist, med VM-titeln 1984 som främsta merit.